# Gerichtscode
Ein Gerichtscode ist eine Kurzbezeichnung für ein Organ der Rechtsprechung, insbesondere im Rahmen eines Systems zur Zitierung gerichtlicher Entscheidungen.

## Konventionelle Kurzbezeichnung
Die konventionelle Kurzbezeichnung für Gerichte besteht im deutschsprachigen Bereich aus einer Abkürzung für den Gerichtstyp, welcher der Gerichtsort (Sitz) nachgestellt wird, insbesondere wenn es mehrere Gerichte mit derselben Typbezeichnung in einem Land gibt. Beispiele:
BVerwG
VGH Mannheim
OGH
LG Feldkirch
BG
OG Zürich

## European Case Law Identifier
Der European Case Law Identifier (ECLI) bietet seit 2011 ein einheitliches System zur Zitierung von Gerichtsentscheidungen. Außer für die Gerichte der EU, des Europarats (EGMR) und die Beschwerdekammern des Europäischen Patentamts ist der ECLI derzeit (Mitte 2020) in Deutschland, Österreich, Belgien, Bulgarien, Estland, Finnland, Kroatien, Lettland, Malta, den Niederlanden, Portugal, Spanien, der Slowakei, Slowenien und Tschechien in Gebrauch; zumindest für Obergerichte auch in Frankreich, Griechenland und Italien. Seine dritte Stelle bildet (nach der Buchstabenfolge ECLI an erster und einem zweistelligen Ländercode an zweiter Stelle) ein Gerichtscode nach folgendem Muster:
| Bereich | Gerichtscode            | Gerichtsbezeichnung in Originalsprache                                                             | Gerichtsbezeichnung auf Deutsch                                             |
| ------- | ----------------------- | -------------------------------------------------------------------------------------------------- | --------------------------------------------------------------------------- |
| EU      | C                       | Curia                                                                                              | Europäischer Gerichtshof                                                    |
| EU      | T                       | Tribunal                                                                                           | Gericht der Europäischen Union                                              |
| CE      | ECHR                    | European Court of Human Rights                                                                     | Europäischer Gerichtshof für Menschenrechte                                 |
| EP      | BA                      | Board of Appeal                                                                                    | Beschwerdekammer                                                            |
| AT      | VFGH                    | Verfassungsgerichtshof                                                                             | Verfassungsgerichtshof                                                      |
| AT      | OGH0002                 | Oberster Gerichtshof                                                                               | Oberster Gerichtshof                                                        |
| AT      | OLG0009                 | Oberlandesgericht Wien                                                                             | Oberlandesgericht Wien                                                      |
| AT      | OLG0459                 | Oberlandesgericht Linz                                                                             | Oberlandesgericht Linz                                                      |
| AT      | OLG0639                 | Oberlandesgericht Graz                                                                             | Oberlandesgericht Graz                                                      |
| AT      | OLG0819                 | Oberlandesgericht Innsbruck                                                                        | Oberlandesgericht Innsbruck                                                 |
| AT      | LG00003                 | Landesgericht für Zivilrechtssachen Wien                                                           | Landesgericht für Zivilrechtssachen Wien                                    |
| AT      | LG00007                 | Handelsgericht Wien                                                                                | Handelsgericht Wien                                                         |
| AT      | LG00021                 | Arbeits- und Sozialgericht Wien                                                                    | Arbeits- und Sozialgericht Wien                                             |
| AT      | LG00046                 | Landesgericht für Strafsachen Wien                                                                 | Landesgericht für Strafsachen Wien                                          |
| AT      | LG00638                 | Landesgericht für Zivilrechtssachen Graz                                                           | Landesgericht für Zivilrechtssachen Graz                                    |
| AT      | LG.....                 | Landesgericht                                                                                      | Landesgericht                                                               |
| AT      | BG.....                 | Bezirksgericht                                                                                     | Bezirksgericht                                                              |
| AT      | VWGH                    | Verwaltungsgerichtshof                                                                             | Verwaltungsgerichtshof                                                      |
| AT      | BFG                     | Bundesfinanzgericht                                                                                | Bundesfinanzgericht                                                         |
| AT      | BVWG                    | Bundesverwaltungsgericht                                                                           | Bundesverwaltungsgericht                                                    |
| AT      | LVWG..                  | Landesverwaltungsgericht                                                                           | Landesverwaltungsgericht                                                    |
| AT      | DSB                     | Datenschutzbehörde                                                                                 | Datenschutzbehörde                                                          |
| AT      | PVAB                    | Personalvertretungsaufsichtsbehörde                                                                | Personalvertretungsaufsichtsbehörde                                         |
| BE      | CASS                    | Cour de cassation/Hof van Cassatie                                                                 | Kassationshof                                                               |
| BE      | CABRL/LIE/MON HBANT/GNT | Cour d’appel du ressort de Bruxelles/Liège/Mons Hof van Beroep van het rechtsgebied Antwerpen/Gent | Appellationshof Brüssel/Lüttich/Bergen/Antwerpen/Gent                       |
| BE      | PI... EA...             | Tribunal de première instance Rechtbank eerste aanleg                                              | Erstinstanzliches Gericht                                                   |
| BE      | TC... KH...             | Tribunal de Commerce Rechtbank van Koophandel                                                      | Handelsgericht                                                              |
| BE      | CT... AH...             | Cour du travail Arbeidshof                                                                         | Arbeitsgerichtshof                                                          |
| BE      | TT... AR...             | Tribunal du travail Arbeidsrechtbank                                                               | Arbeitsgericht                                                              |
| BG      | CC000                   | Конституционен съд на България                                                                     | Verfassungsgericht der Republik Bulgarien                                   |
| BG      | SC001                   | Върховен касационен съд                                                                            | Oberstes Kassationsgericht                                                  |
| BG      | AP.00                   | Апелативен съд София/Бургас/Варна/Велико Търново/Пловдив                                           | Appellationsgericht Sofia/Burgas/Warna/Weliko Tarnowo/Plowdiw               |
| BG      | DC..0                   | Окръжен съд                                                                                        | Bezirksgericht                                                              |
| BG      | RC...                   | Районен съд                                                                                        | Kreisgericht                                                                |
| BG      | PA101                   | Апелативен специализиран наказателен съд                                                           | Appellationsgericht für organisierte Kriminalität                           |
| BG      | PC105                   | Специализиран наказателен съд                                                                      | Strafgericht für organisierte Kriminalität                                  |
| BG      | MA600                   | Военно-апелативен съд                                                                              | Militärappellationsgericht                                                  |
| BG      | MC6.0                   | Военен съд                                                                                         | Militärgericht                                                              |
| BG      | SA002                   | Върховен административен съд                                                                       | Oberstes Verwaltungsgericht                                                 |
| BG      | AD7..                   | Административен съд                                                                                | Verwaltungsgericht                                                          |
| CZ      | US                      | Ústavní soud České republiky                                                                       | Verfassungsgericht der Tschechischen Republik                               |
| CZ      | NS                      | Nejvyšší soud České republiky                                                                      | Oberstes Gericht der Tschechischen Republik                                 |
| CZ      | VSPH/OL                 | Vrchní soud v Praze/Olomouci                                                                       | Obergericht in Prag/Olmütz                                                  |
| CZ      | MSPH                    | Městský soud v Praze                                                                               | Stadtgericht in Prag (Ebene eines Kreisgerichts)                            |
| CZ      | OSP1/10                 | Obvodní soud pro Prahu 1–10                                                                        | Bezirksgericht für Prag 1–10                                                |
| CZ      | KS..                    | Krajský soud (7)                                                                                   | Kreisgericht (7)                                                            |
| CZ      | OS..                    | Okresní soud                                                                                       | Bezirksgericht                                                              |
| CZ      | MSBR                    | Městský soud v Brně                                                                                | Stadtgericht in Brünn (Ebene eines Bezirksgerichts)                         |
| CZ      | NSS                     | Nejvyšší správní soud                                                                              | Oberstes Verwaltungsgericht                                                 |
| DE      | BVerfG                  | Bundesverfassungsgericht                                                                           | Bundesverfassungsgericht                                                    |
| DE      | BAYVERF                 | Bayerischer Verfassungsgerichtshof                                                                 | Bayerischer Verfassungsgerichtshof                                          |
| DE      | LVG..                   | Landesverfassungsgericht                                                                           | Landesverfassungsgericht                                                    |
| DE      | STGH..                  | Staatsgerichtshof                                                                                  | Staatsgerichtshof                                                           |
| DE      | VERF..                  | Verfassungsgericht/-gerichtshof                                                                    | Verfassungsgericht/-gerichtshof                                             |
| DE      | VFGHNRW                 | Verfassungsgerichtshof für das Land Nordrhein-Westfalen                                            | Verfassungsgerichtshof für das Land Nordrhein-Westfalen                     |
| DE      | VGHSL                   | Verfassungsgerichtshof des Saarlandes                                                              | Verfassungsgerichtshof des Saarlandes                                       |
| DE      | BGH                     | Bundesgerichtshof                                                                                  | Bundesgerichtshof                                                           |
| DE      | BAYOBLG                 | Bayerisches Oberstes Landesgericht                                                                 | Bayerisches Oberstes Landesgericht                                          |
| DE      | KG                      | Kammergericht                                                                                      | Kammergericht                                                               |
| DE      | OLG....                 | Oberlandesgericht                                                                                  | Oberlandesgericht                                                           |
| DE      | POLGZWE                 | Pfälzisches Oberlandesgericht Zweibrücken                                                          | Pfälzisches Oberlandesgericht Zweibrücken                                   |
| DE      | LG.....                 | Landgericht                                                                                        | Landgericht                                                                 |
| DE      | AG.....                 | Amtsgericht                                                                                        | Amtsgericht                                                                 |
| DE      | BPatG                   | Bundespatentgericht                                                                                | Bundespatentgericht                                                         |
| DE      | AWGH.../AGH..           | Anwaltsgerichtshof                                                                                 | Anwaltsgerichtshof                                                          |
| DE      | AWG...                  | Anwaltsgericht                                                                                     | Anwaltsgericht                                                              |
| DE      | DGH...                  | Dienstgerichtshof für Richter                                                                      | Dienstgerichtshof für Richter                                               |
| DE      | DG...                   | Dienstgericht für Richter                                                                          | Dienstgericht für Richter                                                   |
| DE      | LBG...                  | Landesberufsgericht                                                                                | Landesberufsgericht                                                         |
| DE      | BG...                   | Berufsgericht                                                                                      | Berufsgericht                                                               |
| DE      | SCHOG..                 | Schifffahrtsobergericht                                                                            | Schifffahrtsobergericht                                                     |
| DE      | SCHG..                  | Schifffahrtsgericht                                                                                | Schifffahrtsgericht                                                         |
| DE      | BAG                     | Bundesarbeitsgericht                                                                               | Bundesarbeitsgericht                                                        |
| DE      | LAG....                 | Landesarbeitsgericht                                                                               | Landesarbeitsgericht                                                        |
| DE      | LARBGSH                 | Landesarbeitsgericht Schleswig-Holstein                                                            | Landesarbeitsgericht Schleswig-Holstein                                     |
| DE      | ARBG...                 | Arbeitsgericht                                                                                     | Arbeitsgericht                                                              |
| DE      | BVerwG                  | Bundesverwaltungsgericht                                                                           | Bundesverwaltungsgericht                                                    |
| DE      | OVG....                 | Oberverwaltungsgericht                                                                             | Oberverwaltungsgericht                                                      |
| DE      | BAYVGH                  | Bayerischer Verwaltungsgerichtshof                                                                 | Bayerischer Verwaltungsgerichtshof                                          |
| DE      | VGHBW                   | Verwaltungsgerichtshof Baden-Württemberg                                                           | Verwaltungsgerichtshof Baden-Württemberg                                    |
| DE      | VGHHE                   | Hessischer Verwaltungsgerichtshof                                                                  | Hessischer Verwaltungsgerichtshof                                           |
| DE      | VG.....                 | Verwaltungsgericht                                                                                 | Verwaltungsgericht                                                          |
| DE      | – ? –                   | Truppendienstgericht                                                                               | Truppendienstgericht                                                        |
| DE      | BSG                     | Bundessozialgericht                                                                                | Bundessozialgericht                                                         |
| DE      | LSG....                 | Landessozialgericht                                                                                | Landessozialgericht                                                         |
| DE      | BAYLSG                  | Bayerisches Landessozialgericht                                                                    | Bayerisches Landessozialgericht                                             |
| DE      | SG.....                 | Sozialgericht                                                                                      | Sozialgericht                                                               |
| DE      | BFH                     | Bundesfinanzhof                                                                                    | Bundesfinanzhof                                                             |
| DE      | FG.....                 | Finanzgericht                                                                                      | Finanzgericht                                                               |
| EE      | RK                      | Riigikohus                                                                                         | Staatsgerichtshof                                                           |
| EE      | ..RK TL/TR              | Ringkonnakohus Tallinna/Tartu                                                                      | Bezirksgericht Tallinn/Tartu                                                |
| EE      | .MK H/P/T/V             | Maakohus Harju/Pärnu/Tartu/Viru                                                                    | Landgericht Harju/Pärnu/Tartu/Viru                                          |
| EE      | ..HK TL/TR              | Halduskohus Tallinna/Tartu                                                                         | Verwaltungsgericht Tallinn/Tartu                                            |
| EL      | COS                     | Συμβούλιο της Επικρατείας                                                                          | Staatsrat                                                                   |
| ES      | TS                      | Tribunal Supremo                                                                                   | Oberster Gerichtshof                                                        |
| ES      | AN                      | Audiencia Nacional                                                                                 | Nationales Gericht                                                          |
| ES      | TSJ....                 | Tribunal Superior de Justicia                                                                      | Obergericht                                                                 |
| ES      | AP..                    | Audiencia Provincial                                                                               | Provinzgericht                                                              |
| ES      | JCA                     | Juzgado de lo Contencioso Administrativo                                                           | Verwaltungsgericht                                                          |
| ES      | JF                      | Juzgado de Familia                                                                                 | Familiengericht                                                             |
| ES      | JI                      | Juzgado de Instrucción                                                                             | Ermittlungsgericht                                                          |
| ES      | JM                      | Juzgado de lo Mercantil                                                                            | Handelsgericht                                                              |
| ES      | JME                     | Juzgado de Menores                                                                                 | Jugendgericht                                                               |
| ES      | JP                      | Juzgado de lo Penal                                                                                | Strafgericht                                                                |
| ES      | JPI                     | Juzgado de Primera Instancia                                                                       | Gericht erster Instanz                                                      |
| ES      | JPII                    | Juzgado de Primera Instancia e Instrucción                                                         | Gericht erster Instanz und Ermittlungsgericht                               |
| ES      | JSO                     | Juzgado de lo Social                                                                               | Arbeits- und Sozialgericht                                                  |
| ES      | JVM                     | Juzgado de Violencia sobre la Mujer                                                                | Gericht zuständig im Fall von Gewalt gegen Frauen                           |
| ES      | JVP                     | Juzgado de Vigilancia Penitenciaria                                                                | Gericht für Strafvollzugsüberwachung                                        |
| FI      | KKO                     | Korkein oikeus/Högsta domstolen                                                                    | Oberster Gerichtshof                                                        |
| FI      | ...HO HEL/IS/KOU/R/T/V  | Hovioikeus/Hovrätt Helsingin/Itä-Suomen/Kouvolan/Rovaniemen/Turun/Vaasan                           | Rechtsmittelgericht Helsinki/Ostfinnland/Kouvola/Rovaniemi/Turku/Vaasa      |
| FI      | MAO                     | Markkinaoikeus/Marknadsdomstolen                                                                   | Marktgericht                                                                |
| FI      | TTO                     | Työtuomioistuin/Arbetsdomstolen                                                                    | Arbeitsgericht                                                              |
| FI      | VAKO                    | Vakuutusoikeus/Försäkringsdomstolen                                                                | Versicherungsgericht                                                        |
| FI      | KHO                     | Korkein hallinto-oikeus/Högsta förvaltningsdomstolen                                               | Oberster Verwaltungsgerichtshof                                             |
| FI      | ...HAO                  | Hallinto-oikeus/Förvaltningsdomstolen                                                              | Verwaltungsgericht                                                          |
| FR      | CC                      | Conseil constitutionnel                                                                            | Verfassungsrat                                                              |
| FR      | CCASS                   | Cour de cassation                                                                                  | Kassationsgerichtshof                                                       |
| FR      | CEASS                   | Conseil d’État – Assemblée                                                                         | Staatsrat – Vollversammlung                                                 |
| FR      | CEORD                   | Conseil d’État – Ordonnance                                                                        | Staatsrat – Verfügung                                                       |
| FR      | CESEC                   | Conseil d’État – Section du contentieux                                                            | Staatsrat – Rechtsabteilung                                                 |
| FR      | CESJS                   | Conseil d’État – Sous-section jugeant seule                                                        | Staatsrat – Unterabteilung als Einzelgremium                                |
| FR      | CESSR                   | Conseil d’État – Sous-sections reunies                                                             | Staatsrat – Unterabteilungen zusammen                                       |
| FR      | CECHS                   | Conseil d’État – Chambre jugeant seule                                                             | Staatsrat – Kammer als Einzelgremium                                        |
| FR      | CECHR                   | Conseil d’État – Chambres réunies                                                                  | Staatsrat – Kammern zusammen                                                |
| FR      | TC                      | Tribunal des conflits                                                                              | Kompetenzkonfliktgericht                                                    |
| HR      | VSRH                    | Vrhovni Sud Republike Hrvatske                                                                     | Oberster Gerichtshof der Republik Kroatien                                  |
| HR      | VTS                     | Visoki trgovački sud                                                                               | Hohes Handelsgericht                                                        |
| HR      | ZS..                    | Županijski sud                                                                                     | Gespanschaftsgericht                                                        |
| HR      | OS..                    | Općinski sud                                                                                       | Amtsgericht                                                                 |
| HR      | VUS                     | Visoki upravni sud                                                                                 | Hohes Verwaltungsgericht                                                    |
| HR      | VPS                     | Visoki prekršajni sud                                                                              | Hohes Gericht für Ordnungswidrigkeiten                                      |
| IT      | COST                    | Corte costituzionale                                                                               | Verfassungsgericht                                                          |
| IT      | CASS                    | Corte Suprema di Cassazione                                                                        | Oberster Kassationsgerichtshof                                              |
| IT      | CDS                     | Consiglio di Stato                                                                                 | Staatsrat                                                                   |
| IT      | CGARS                   | Consiglio di giustizia amministrativa per la Regione Siciliana                                     | Rat der Verwaltungsgerichtsbarkeit für die Autonome Region Sizilien         |
| IT      | TAR...                  | Tribunale amministrativo regionale                                                                 | Regionales Verwaltungsgericht                                               |
| IT      | TRGA..                  | Tribunale regionale di giustizia amministrativa (Trentino-Alto Adige)                              | Regionales Gericht der Verwaltungsgerichtsbarkeit (Trentino-Südtirol)       |
| IT      | CONT                    | Corte dei conti                                                                                    | Rechnungshof                                                                |
| LV      | AT                      | Augstākā Tiesa                                                                                     | Oberster Gerichtshof                                                        |
| LV      | ..AT R/KU/LA/V/Z        | Apgabaltiesa Rīgas/Kurzemes/Latgales/Vidzemes/Zemgales                                             | Regionalgericht Kurland/Lettgallen/Livland/Semgallen                        |
| LV      | ..RT                    | Rajona tiesa                                                                                       | Bezirksgericht                                                              |
| LV      | ...T                    | Tiesa                                                                                              | Stadtgericht                                                                |
| LV      | ADAT                    | Administratīvā apgabaltiesa                                                                        | Regionalverwaltungsgericht                                                  |
| LV      | ADT.                    | Administratīvā rajona tiesa                                                                        | Bezirksverwaltungsgericht                                                   |
| MT      | KOS                     | Qorti Kostituzzjonali                                                                              | Verfassungsgericht                                                          |
| MT      | TTRA                    | Tribunal ta' Reviżjoni Amministrattiva                                                             | Verwaltungsrevisionsgericht                                                 |
| MT      | ACIV                    | Qorti ta' l-Appelli Ċivili (Superjuri)                                                             | Zivilappellationsgericht (höhere Gerichtsbarkeit)                           |
| MT      | AINF                    | Qorti ta' l-Appelli Ċivili (Inferjuri)                                                             | Zivilappellationsgericht (niedere Gerichtsbarkeit)                          |
| MT      | AAMM                    | Qorti ta' l-Appelli Ċivili (Inferjuri), Amministrattiv                                             | Zivilappellationsgericht (niedere Gerichtsbarkeit), Verwaltungsrechtssachen |
| MT      | ABRD                    | Qorti ta' l-Appelli Ċivili (Inferjuri), Bordijiet                                                  | Zivilappellationsgericht (niedere Gerichtsbarkeit), Boards                  |
| MT      | AKS                     | Qorti ta' l-Appelli Kriminali (Superjuri)                                                          | Strafappellationsgericht (höhere Gerichtsbarkeit)                           |
| MT      | AKI                     | Qorti ta' l-Appelli Kriminali (Inferjuri)                                                          | Strafappellationsgericht (niedere Gerichtsbarkeit)                          |
| MT      | CIVP                    | Qorti Ċivili, Prim Awla                                                                            | Zivilgericht, Erste Halle                                                   |
| MT      | KOST                    | Qorti Ċivili, Prim Awla, Sede Kostituzzjonali                                                      | Zivilgericht, Erste Halle, Verfassungsrechtssachen                          |
| MT      | FMLJ                    | Qorti Ċivili, Sezzjoni tal-Familja                                                                 | Zivilgericht, Familiensachen                                                |
| MT      | KUM                     | Qorti Ċivili, Sezzjoni tal-Kummerc                                                                 | Zivilgericht, Handelssachen                                                 |
| MT      | QK                      | Qorti Kriminali                                                                                    | Strafgericht                                                                |
| MT      | CIV                     | Qorti tal-Magistrati (Ċivili)                                                                      | Magistratsgericht (Zivilsachen)                                             |
| MT      | GPIN                    | Qorti tal-Magistrati (Gudikatura Kriminali)                                                        | Magistratsgericht (Strafsachen)                                             |
| NL      | HR                      | Hoge Raad                                                                                          | Hoher Rat (Oberster Gerichtshof)                                            |
| NL      | PHR                     | Parket bij de Hoge Raad                                                                            | Staatsanwaltschaft beim Hohen Rat                                           |
| NL      | RVS                     | Raad van State                                                                                     | Staatsrat                                                                   |
| NL      | CRVB                    | Centrale Raad van Beroep                                                                           | Zentrales Berufungsgericht (Beamten- und Sozialversicherungsrecht)          |
| NL      | CBB                     | College van Beroep voor het bedrijfsleven                                                          | Berufungsgericht für Wirtschafts(verwaltungs)sachen                         |
| NL      | GHAMS /ARL/DHA/SHE      | Gerechtshof Amsterdam /Arnhem-Leeuwarden/Den Haag/'s-Hertogenbosch                                 | Berufungsgericht Amsterdam /Arnhem-Leeuwarden/Den Haag/'s-Hertogenbosch     |
| NL      | RB...                   | Rechtbank                                                                                          | Bezirksgericht                                                              |
| PT      | STJ                     | Supremo Tribunal de Justiça                                                                        | Oberster Gerichtshof                                                        |
| PT      | TR. L/C/E/G/P           | Tribunal da Relação de Lisboa/Coimbra/Évora/Guimarães/Porto                                        | Rechtsmittelgericht Lissabon/Coimbra/Évora/Guimarães/Porto                  |
| RO      | ICCJ                    | Înalta Curte de Casație și Justiție                                                                | Oberster Gerichts- und Kassationshof                                        |
| RO      | CA...                   | Curtea de Apel                                                                                     | Berufungsgericht                                                            |
| RO      | TB...                   | Tribunal                                                                                           | Landgericht                                                                 |
| RO      | TBS..                   | Tribunalul Specializat                                                                             | Fachgericht                                                                 |
| RO      | JD...                   | Judecătoria                                                                                        | Amtsgericht                                                                 |
| SI      | USRS                    | Ustavno sodišče Republike Slovenije                                                                | Verfassungsgericht der Republik Slowenien                                   |
| SI      | VSRS                    | Vrhovno sodišče Republike Slovenije                                                                | Oberster Gerichtshof der Republik Slowenien                                 |
| SI      | VSLJ/CE/KP/MB           | Višje sodišče v Ljubljani/Celju/Kopru/Maribor                                                      | Obergericht Ljubljana/Celje/Koper/Maribor                                   |
| SI      | VDSS                    | Višje delovno in socialno sodišče                                                                  | Höheres Arbeits- und Sozialgericht                                          |
| SI      | UPRS                    | Upravno sodišče Republike Slovenije                                                                | Verwaltungsgericht der Republik Slowenien                                   |
| SK      | USSR                    | Ústavný súd Slovenskej republiky                                                                   | Verfassungsgericht der Slowakischen Republik                                |
| SK      | NSSR                    | Najvyšší súd Slovenskej republiky                                                                  | Oberstes Gericht der Slowakischen Republik                                  |
| SK      | KS..                    | Krajský súd (8)                                                                                    | Regionalgericht (8)                                                         |
| SK      | SSPK                    | Špecializovaný trestný súd v Pezinku                                                               | Spezialisierte Strafgericht in Pezinok                                      |
| SK      | OS..                    | Okresný súd                                                                                        | Bezirksgericht                                                              |
| SK      | MS...                   | Mestský súd (4 v Bratislave, 1 v Košiciach)                                                        | Stadtgericht (4 in Bratislava, 1 in Košice)                                 |
| SK      | NSSSR                   | Najvyšší správny súd Slovenskej republiky                                                          | Oberstes Verwaltungsgericht der Slowakischen Republik                       |
| SK      | SpSBA/BB/KE             | Správny súd v Bratislave/Banskej Bystrici/Košiciach                                                | Verwaltungsgericht Bratislava/Banská Bystrica/Košice                        |

## Neutral Citation
Die im anglo-amerikanischen Bereich bekannte neutral citation (auch vendor/media neutral citation oder universal citation) begann in den 1990er-Jahren in den USA und 2001 im Vereinigten Königreich. Im Folgenden sind gängige Gerichtscodes (court designators, auch unique court identifiers) für das Vereinigte Königreich und Irland, Australien, Kanada, Neuseeland, die Vereinigten Staaten sowie Südafrika angegeben.
| Land                         | Gerichtscode         | Gerichtsbezeichnung                                                                                           |
| ---------------------------- | -------------------- | --- |
| Vereinigtes Königreich       | UKSC UKHL            | Supreme Court of the United Kingdom House of Lords (–2009)                                                    |
| Vereinigtes Königreich       | UKPC                 | United Kingdom Privy Council                                                                                  |
| England/Wales                | EWCA Civ             | England and Wales Court of Appeal (Civil Division)                                                            |
| England/Wales                | EWCA Crim            | England and Wales Court of Appeal (Criminal Division)                                                         |
| England/Wales                | EWHC ... (Ch)        | England and Wales High Court (Chancery Division)                                                              |
| England/Wales                | EWHC ... (Pat)       | England and Wales High Court (Patents Court)                                                                  |
| England/Wales                | EWHC ... (QB)        | England and Wales High Court (Queen's Bench Division)                                                         |
| England/Wales                | EWHC ... (Admin)     | England and Wales High Court (Administrative Court)                                                           |
| England/Wales                | EWHC ... (Comm)      | England and Wales High Court (Commercial Court)                                                               |
| England/Wales                | EWHC ... (Admlty)    | England and Wales High Court (Admiralty Court)                                                                |
| England/Wales                | EWHC ... (TCC)       | England and Wales High Court (Technology & Construction Court)                                                |
| England/Wales                | EWHC ... (Fam)       | England and Wales High Court (Family Division)                                                                |
| England/Wales                | EWFC                 | England and Wales Family Court                                                                                |
| England/Wales                | EWCOP                | England and Wales Court of Protection                                                                         |
| Schottland                   | HCJAC                | Scotland High Court of Justiciary – Appeal Court                                                              |
| Schottland                   | HCJT                 | Scotland High Court of Justiciary – Trial Court                                                               |
| Schottland                   | CSIH                 | Scotland Court of Session – Inner House                                                                       |
| Schottland                   | CSOH                 | Scotland Court of Session – Outer House                                                                       |
| Nordirland                   | NICA                 | Northern Ireland Court of Appeal                                                                              |
| Nordirland                   | NIQB                 | Northern Ireland High Court – Queen's Bench                                                                   |
| Nordirland                   | NIFam                | Northern Ireland High Court – Family Division                                                                 |
| Nordirland                   | NICh                 | Northern Ireland High Court – Chancery Division                                                               |
| Nordirland                   | NICC                 | Northern Ireland Crown Court                                                                                  |
| Irland                       | IESC                 | Supreme Court of Ireland                                                                                      |
| Irland                       | IECA                 | Court of Appeal                                                                                               |
| Irland                       | IEHC                 | High Court |
| Irland                       | IECC                 | Circuit Court                                                                                                 |
| Irland                       | IEDC                 | District Court                                                                                                |
| Australien                   | HCA                  | High Court of Australia                                                                                       |
| Australien                   | FCAFC                | Federal Court of Australia – Full Court                                                                       |
| Australien                   | FCA                  | Federal Court of Australia                                                                                    |
| Australien                   | FamCAFC              | Family Court of Australia – Full Court                                                                        |
| Australien                   | FamCA                | Family Court of Australia                                                                                     |
| Australien                   | FCCA                 | Federal Circuit Court of Australia                                                                            |
| Australien                   | AATA                 | Administrative Appeals Tribunal of Australia                                                                  |
| New South Wales              | NSWCA                | New South Wales Court of Appeal                                                                               |
| New South Wales              | NSWCCA               | New South Wales Court of Criminal Appeal                                                                      |
| New South Wales              | NSWSC                | Supreme Court of New South Wales                                                                              |
| New South Wales              | NSWDC                | District Court of New South Wales                                                                             |
| Victoria                     | VSCA                 | Supreme Court of Victoria – Court of Appeal                                                                   |
| Victoria                     | VSC                  | Supreme Court of Victoria                                                                                     |
| Victoria                     | VCC                  | County Court of Victoria                                                                                      |
| Queensland                   | QCA                  | Queensland Court of Appeal                                                                                    |
| Queensland                   | QSC                  | Supreme Court of Queensland                                                                                   |
| Queensland                   | QDC                  | District Court of Queensland                                                                                  |
| Western Australia            | WASCA                | Supreme Court of Western Australia – Court of Appeal                                                          |
| Western Australia            | WASC                 | Supreme Court of Western Australia                                                                            |
| Western Australia            | FCWA                 | Family Court of Western Australia                                                                             |
| Western Australia            | WADC                 | District Court of Western Australia                                                                           |
| South Australia              | SASCFC               | Supreme Court of South Australia – Full Court                                                                 |
| South Australia              | SACCA                | Supreme Court of South Australia – Court of Criminal Appeal                                                   |
| South Australia              | SASC                 | Supreme Court of South Australia                                                                              |
| South Australia              | SADC                 | District Court of South Australia                                                                             |
| Tasmanien                    | TASFC                | Supreme Court of Tasmania – Full Court                                                                        |
| Tasmanien                    | TASSC                | Supreme Court of Tasmania – Court of Criminal Appeal                                                          |
| Tasmanien                    | TASCCA               | Supreme Court of Tasmania                                                                                     |
| Australian Capital Territory | ACTCA                | Supreme Court of the Australian Capital Territory – Court of Appeal                                           |
| Australian Capital Territory | ACTSC                | Supreme Court of the Australian Capital Territory                                                             |
| Northern Territory           | NTCA                 | Supreme Court of the Northern Territory – Court of Appeal                                                     |
| Northern Territory           | NTCCA                | Supreme Court of the Northern Territory – Court of Criminal Appeal                                            |
| Northern Territory           | NTSC                 | Supreme Court of the Northern Territory                                                                       |
| Kanada                       | SCC                  | Supreme Court of Canada                                                                                       |
| Kanada                       | FCA                  | Federal Court of Canada – Appeal Division                                                                     |
| Kanada                       | FC                   | Federal Court of Canada – Trial Division                                                                      |
| Kanada                       | TCC                  | Tax Court of Canada                                                                                           |
| Kanada                       | CHRT                 | Canadian Human Rights Tribunal                                                                                |
| Kanada                       | CMAC                 | Court Martial Appeal Court                                                                                    |
| Kanada                       | CM                   | Court Martial Court of Canada                                                                                 |
| British Columbia             | BCCA                 | British Columbia Court of Appeal                                                                              |
| British Columbia             | BCSC                 | Supreme Court of British Columbia                                                                             |
| British Columbia             | BCPC                 | Provincial Court of British Columbia                                                                          |
| Alberta                      | ABCA                 | Alberta Court of Appeal                                                                                       |
| Alberta                      | ABQB                 | Court of Queen's Bench of Alberta                                                                             |
| Alberta                      | ABPC                 | Provincial Court of Alberta                                                                                   |
| Saskatchewan                 | SKCA                 | Court of Appeal for Saskatchewan                                                                              |
| Saskatchewan                 | SKQB                 | Court of Queen's Bench for Saskatchewan                                                                       |
| Saskatchewan                 | SKPC                 | Provincial Court of Saskatchewan                                                                              |
| Manitoba                     | MBCA                 | Manitoba Court of Appeal                                                                                      |
| Manitoba                     | MBQB                 | Court of Queen's Bench of Manitoba                                                                            |
| Manitoba                     | MBPC                 | Provincial Court of Manitoba                                                                                  |
| Ontario                      | ONCA                 | Ontario Court of Appeal                                                                                       |
| Ontario                      | ONSC                 | Ontario Superior Court of Justice                                                                             |
| Ontario                      | ONCJ                 | Ontario Court of Justice                                                                                      |
| Québec                       | QCCA                 | Cour d’appel du Québec                                                                                        |
| Québec                       | QCCS                 | Cour supérieure du Québec                                                                                     |
| Québec                       | QCCQ                 | Cour du Québec                                                                                                |
| New Brunswick                | NBCA                 | Court of Appeal of New Brunswick                                                                              |
| New Brunswick                | NBQB                 | Court of Queen's Bench of New Brunswick                                                                       |
| New Brunswick                | NBPC                 | Provincial Court of New Brunswick                                                                             |
| Nova Scotia                  | NSCA                 | Nova Scotia Court of Appeal                                                                                   |
| Nova Scotia                  | NSSC                 | Nova Scotia Supreme Court                                                                                     |
| Nova Scotia                  | NSPC                 | Provincial Court of Nova Scotia                                                                               |
| Prince Edward Island         | PECA                 | Court of Appeal of Prince Edward Island                                                                       |
| Prince Edward Island         | PESC                 | Supreme Court of Prince Edward Island                                                                         |
| Prince Edward Island         | PEPC                 | Provincial Court of Prince Edward Island                                                                      |
| Neufundland und Labrador     | NLCA                 | Supreme Court of Newfoundland and Labrador (Court of Appeal)                                                  |
| Neufundland und Labrador     | NLTD                 | Supreme Court of Newfoundland and Labrador                                                                    |
| Neufundland und Labrador     | NLPC                 | Provincial Court of Newfoundland and Labrador                                                                 |
| Nunavut                      | NUCA                 | Nunavut Court of Appeal / ᓄᓇᕘᒥ ᐅᓐᓂᓗᖅᓴᖅᑐᓄᑦ ᐃᖅᑲᖅᑐᐃᕕᒃ                                                            |
| Nunavut                      | NUCJ                 | Nunavut Court of Justice / ᓄᓇᕘᒥ ᐃᖅᑲᖅᑐᐃᔨᒃᑯᑦ                                                                    |
| Nordwest-Territorien         | NTCA                 | Court of Appeal for the Northwest Territories                                                                 |
| Nordwest-Territorien         | NTSC                 | Supreme Court of the Northwest Territories                                                                    |
| Nordwest-Territorien         | NTTC                 | Territorial Court of the Northwest Territories                                                                |
| Yukon                        | YKCA                 | Court of Appeal of the Yukon Territory                                                                        |
| Yukon                        | YKSC                 | Supreme Court of Yukon                                                                                        |
| Yukon                        | YKTC                 | Territorial Court of Yukon                                                                                    |
| Neuseeland                   | NZSC                 | Supreme Court                                                                                                 |
| Neuseeland                   | NZCA                 | Court of Appeal                                                                                               |
| Neuseeland                   | NZHC                 | High Court |
| Neuseeland                   | NZFC                 | Family Court                                                                                                  |
| Neuseeland                   | NZEmpC               | Employment Court                                                                                              |
| Neuseeland                   | NZEnvC               | Environment Court                                                                                             |
| Vereinigte Staaten           | US                   | Supreme Court of the United States                                                                            |
| Vereinigte Staaten           | US App (...) ..Cir   | United States Court of Appeals for the ... Circuit (Beispiel: US App (9th) oder 9Cir)                         |
| Vereinigte Staaten           | US Dist (. ..) .D..  | United States District Court for the ... District of ... (Beispiel: US Dist (S NY) oder SDNY)                 |
| Vereinigte Staaten           | US Tax Ct TC         | United States Tax Court                                                                                       |
| Alabama                      | AL                   | Supreme Court of Alabama                                                                                      |
| Alabama                      | AL Civ App           | Alabama Court of Civil Appeals                                                                                |
| Alabama                      | AL Crim App          | Alabama Court of Criminal Appeals                                                                             |
| Alaska                       | AK                   | Alaska Supreme Court                                                                                          |
| Alaska                       | AK App               | Alaska Court of Appeals                                                                                       |
| Arizona                      | AZ                   | Arizona Supreme Court                                                                                         |
| Arizona                      | AZ App (...)         | Arizona Court of Appeals, Division ...                                                                        |
| Arkansas                     | AR                   | Arkansas Supreme Court                                                                                        |
| Arkansas                     | AR App               | Arkansas Court of Appeals                                                                                     |
| Kalifornien                  | CA                   | Supreme Court of California                                                                                   |
| Kalifornien                  | CA App (...)         | California Court of Appeal for the ... District                                                               |
| Colorado                     | CO                   | Colorado Supreme Court                                                                                        |
| Colorado                     | CO App               | Colorado Court of Appeals                                                                                     |
| Connecticut                  | CT                   | Connecticut Supreme Court                                                                                     |
| Connecticut                  | CT App               | Connecticut Appellate Court                                                                                   |
| Delaware                     | DE                   | Delaware Supreme Court                                                                                        |
| Delaware                     | DE Ch Ct             | Delaware Court of Chancery                                                                                    |
| Washington, D.C.             | DC App               | District of Columbia Court of Appeals                                                                         |
| Florida                      | FL                   | Supreme Court of Florida                                                                                      |
| Florida                      | FL Dist Ct App (...) | District Court of Appeal of Florida, ... District                                                             |
| Georgia                      | GA                   | Supreme Court of Georgia                                                                                      |
| Georgia                      | GA App               | Georgia Court of Appeals                                                                                      |
| Hawaii                       | HI                   | Supreme Court of the State of Hawaii                                                                          |
| Hawaii                       | HI Interm Ct App     | Hawaii Intermediate Court of Appeals                                                                          |
| Idaho                        | ID                   | Idaho Supreme Court                                                                                           |
| Idaho                        | ID App               | Idaho Court of Appeals                                                                                        |
| Illinois                     | IL                   | Supreme Court of Illinois                                                                                     |
| Illinois                     | IL App (...)         | Appellate Court of Illinois, ... District                                                                     |
| Indiana                      | IN                   | Supreme Court of Indiana                                                                                      |
| Indiana                      | IN App               | Indiana Court of Appeals                                                                                      |
| Iowa                         | IA                   | Iowa Supreme Court                                                                                            |
| Iowa                         | IA App               | Iowa Court of Appeals                                                                                         |
| Kansas                       | KS                   | Kansas Supreme Court                                                                                          |
| Kansas                       | KS App               | Kansas Court of Appeals                                                                                       |
| Kentucky                     | KY                   | Kentucky Supreme Court                                                                                        |
| Kentucky                     | KY App               | Kentucky Court of Appeals                                                                                     |
| Louisiana                    | LA                   | Louisiana Supreme Court                                                                                       |
| Louisiana                    | LA App (...)         | Louisiana Court of Appeal, ... Circuit                                                                        |
| Maine                        | ME                   | Maine Supreme Judicial Court                                                                                  |
| Maryland                     | MD                   | Maryland Court of Appeals                                                                                     |
| Maryland                     | MD Sp App            | Maryland Court of Special Appeals                                                                             |
| Massachusetts                | MA                   | Supreme Judicial Court of Massachusetts                                                                       |
| Massachusetts                | MA App               | Massachusetts Appeals Court                                                                                   |
| Michigan                     | MI                   | Michigan Supreme Court                                                                                        |
| Michigan                     | MI App               | Michigan Court of Appeals                                                                                     |
| Minnesota                    | MN                   | Minnesota Supreme Court                                                                                       |
| Minnesota                    | MN App               | Minnesota Court of Appeals                                                                                    |
| Mississippi                  | MS                   | Supreme Court of Mississippi                                                                                  |
| Mississippi                  | MS App               | Mississippi Court of Appeals                                                                                  |
| Missouri                     | MO                   | Supreme Court of Missouri                                                                                     |
| Missouri                     | MO App (...)         | Missouri Court of Appeals, ... District                                                                       |
| Montana                      | MT                   | Montana Supreme Court                                                                                         |
| Nebraska                     | NE                   | Nebraska Supreme Court                                                                                        |
| Nebraska                     | NE App               | Nebraska Court of Appeals                                                                                     |
| Nevada                       | NV                   | Supreme Court of Nevada                                                                                       |
| Nevada                       | NV App               | Nevada Court of Appeals                                                                                       |
| New Hampshire                | NH                   | New Hampshire Supreme Court                                                                                   |
| New Jersey                   | NJ                   | New Jersey Supreme Court                                                                                      |
| New Jersey                   | NJ App Div           | New Jersey Superior Court, Appellate Division                                                                 |
| New Mexico                   | NM                   | New Mexico Supreme Court                                                                                      |
| New Mexico                   | NM App               | New Mexico Court of Appeals                                                                                   |
| New York                     | NY                   | New York Court of Appeals                                                                                     |
| New York                     | NY App Div           | New York Supreme Court, Appellate Division                                                                    |
| North Carolina               | NC                   | North Carolina Supreme Court                                                                                  |
| North Carolina               | NC App               | North Carolina Court of Appeals                                                                               |
| North Dakota                 | ND                   | North Dakota Supreme Court                                                                                    |
| Ohio                         | OH                   | Supreme Court of Ohio                                                                                         |
| Ohio                         | OH App (...)         | Court of Appeals of Ohio, ... Appellate District                                                              |
| Oklahoma                     | OK                   | Oklahoma Supreme Court                                                                                        |
| Oklahoma                     | OK Crim App          | Oklahoma Court of Criminal Appeals                                                                            |
| Oklahoma                     | OK Civ App           | Oklahoma Court of Civil Appeals                                                                               |
| Oregon                       | OR                   | Oregon Supreme Court                                                                                          |
| Oregon                       | OR App               | Oregon Court of Appeals                                                                                       |
| Pennsylvania                 | PA                   | Supreme Court of Pennsylvania                                                                                 |
| Pennsylvania                 | PA Commw Ct          | Commonwealth Court of Pennsylvania                                                                            |
| Pennsylvania                 | PA Super Ct          | Superior Court of Pennsylvania                                                                                |
| Rhode Island                 | RI                   | Rhode Island Supreme Court                                                                                    |
| South Carolina               | SC                   | South Carolina Supreme Court                                                                                  |
| South Carolina               | SC App               | South Carolina Court of Appeals                                                                               |
| South Dakota                 | SD                   | South Dakota Supreme Court                                                                                    |
| Tennessee                    | TN                   | Tennessee Supreme Court                                                                                       |
| Tennessee                    | TN App               | Tennessee Court of Appeals                                                                                    |
| Tennessee                    | TN Crim App          | Tennessee Court of Criminal Appeals                                                                           |
| Texas                        | TX                   | Supreme Court of Texas                                                                                        |
| Texas                        | TX Crim App          | Court of Criminal Appeals of Texas                                                                            |
| Texas                        | TX App (...)         | Court of Appeals for the ... District of Texas                                                                |
| Utah                         | UT                   | Utah Supreme Court                                                                                            |
| Utah                         | UT App               | Utah Court of Appeals                                                                                         |
| Vermont                      | VT                   | Vermont Supreme Court                                                                                         |
| Virginia                     | VA                   | Supreme Court of Virginia                                                                                     |
| Virginia                     | VA App               | Court of Appeals of Virginia                                                                                  |
| Washington                   | WA                   | Washington Supreme Court                                                                                      |
| Washington                   | WA App               | Court of Appeals of Washington                                                                                |
| West Virginia                | WV                   | Supreme Court of Appeals of West Virginia                                                                     |
| Wisconsin                    | WI                   | Wisconsin Supreme Court                                                                                       |
| Wisconsin                    | WI App               | Court of Appeals of Wisconsin                                                                                 |
| Wyoming                      | WY                   | Wyoming Supreme Court                                                                                         |
| Südafrika                    | ZACC                 | Constitutional Court of South Africa                                                                          |
| Südafrika                    | ZASCA                | Supreme Court of Appeal of South Africa                                                                       |
| Südafrika                    | ZAGPPHC              | Gauteng Division of the High Court (Pretoria) / Gautengse Afdeling van die Hoë Hof van Suid-Afrika (Pretoria) |
| Südafrika                    | ZAGPJHC              | Gauteng Division of the High Court – Johannesburg                                                             |
| Südafrika                    | ZANWHC               | North West Division of the High Court                                                                         |
| Südafrika                    | ZALMPPHC             | Limpopo Division of the High Court (Polokwane)                                                                |
| Südafrika                    | ZALMPTHC             | Limpopo Division of the High Court – Thohoyandou                                                              |
| Südafrika                    | ZAFSHC               | Free State Division of the High Court                                                                         |
| Südafrika                    | ZAKZPHC              | KwaZulu-Natal Division of the High Court (Pietermaritzburg)                                                   |
| Südafrika                    | ZAKZDHC              | KwaZulu-Natal Division of the High Court – Durban                                                             |
| Südafrika                    | ZAECGHC              | Eastern Cape Division of the High Court (Grahamstown)                                                         |
| Südafrika                    | ZAECBHC              | Eastern Cape Division of the High Court – Bhisho                                                              |
| Südafrika                    | ZAECMHC              | Eastern Cape Division of the High Court – Mthatha                                                             |
| Südafrika                    | ZAECPEHC             | Eastern Cape Division of the High Court – Port Elizabeth                                                      |
| Südafrika                    | ZAWCHC               | Western Cape Division of the High Court                                                                       |
| Südafrika                    | ZANCHC               | Northern Cape Division of the High Court                                                                      |
| Südafrika                    | ZALAC                | Labour Appeal Court of South Africa                                                                           |